# Трахтенберг, Белла Борисовна
Белла Борисовна (Боруховна) Трахтенберг (1 сентября 1919, Екатеринослав — 2003, Симферополь) — советский филолог, переводчик, участница Великой Отечественной войны, партизан Крыма. Преподаватель кафедры русской и зарубежной литературы Крымского педагогического института им. М. В. Фрунзе. Кандидат филологических наук, доцент.

## Биография
Родилась 1 сентября 1919 года в городе Екатеринославе в еврейской семье. Отец Борис (Борух) Ефимович, служащий, мать Екатерина Яковлевна (1883). В 1931 году с матерью переехала в Крым. С 1935 года член ВЛКСМ. В 1937 году окончила школу и поступила в Крымский педагогический институт им. М. В. Фрунзе на факультет русского языка и литературы. С 1940 года — член ВКП(б). Сталинская стипендиатка, была рекомендована в аспирантуру. Была распределена в школу в Керчь, в Камыш-Бурун. В июне 1941 года работала сотрудником отдела пропаганды Крымского обкома ВКП(б) и литературным сотрудником в газете «Красный Крым» (ныне «Крымская правда»).
28 августа 1941 года ушла добровольцем на фронт. Была назначена переводчиком в 48-ю кавалерийскую дивизию 51-й армии. После потери Перекопа 48-я кавдивизия не успела отойти и была разбита во встречном бою в районе Алушты, до трети её состава включая командира генерал-майора Д. И. Аверкина присоединились к Партизанскому движению Крыма. 6 ноября 1941 года И. С. Бедин, военком 62-го кавполка 48-й кавдивизии, военврач 3-го ранга Рубанов Я. А., начпрод полка ст. л-т Куперман И. А. и техник интендант 1-го ранга Трахтенберг Б. Б. вышли в расположение Ичкинского отряда 2-го района.
В партизанах с ноябрь 1941 по сентябрь 1942 года. Была медсестрой и переводчиком, участвовала в допросах пленных. Пережила прочёсы, голод, началась дистрофия. Белка, как называли её подруги, «схудала на нет», уже не могла подняться. Эвакуирована 19 сентября 1942 года по воздуху. Лечилась в госпитале в Сочи в сентябре-декабре 1942 года. Далее и до конца Великой Отечественной войны служила переводчицей в Штабе разведотдела Черноморского флота, командир полковник Намгаладзе Д. Б. Младший лейтенант. Из характеристики ноября 1944 года: «Находясь в должности военного переводчика и занимаясь по совместительству секретным делопроизводством показала себя преданной делу партии Ленина — Сталина и социалистической Родине. Свою специальность знает и любит, постоянно в ней совершенствуясь. Работоспособна, исполнительна, начатое дело стремится довести до конца. Общественные интересы ставит выше личных».
После войны с 1950 года Б. Б. Трахтенберг начала работать преподавателем кафедры русской и зарубежной литературы Крымского педагогического института им. М. В. Фрунзе. Выполнила к 1971 году диссертацию, кандидат филологических наук, доцент. До 1983 год работала на кафедре русской и зарубежной литературы. Печаталась в газете Крымская правда.
Умерла в 2003 году в Симферополе, похоронена на кладбище Абдал.

## Награды
- медаль «Партизану Великой Отечественной войны»,
- медаль «За оборону Кавказа» (1944),
- медаль «За победу над Германией в Великой Отечественной войне 1941—1945 гг.» (1945)
- медаль «За боевые заслуги» (1965)[1]
- юбилейная медаль «Двадцать лет Победы в Великой Отечественной войне 1941—1945 гг.» (1965)
- юбилейная медаль «50 лет Вооружённых Сил СССР» (1968)
- орден Отечественной войны II степени (6.04.1985)[4].